# 檀传宝
檀传宝（1962年—），男，安徽怀宁人，北京师范大学教育学部教授。

## 生平
檀传宝出生于安徽怀宁县，1983年本科毕业于安徽师范大学，1993年硕士毕业于北京师范大学，1996年于南京师范大学获博士学位。博士毕业后在北京师范大学教育学做博士后研究。1998年入职北京师范大学，2000年晋升为教授。

## 学术贡献
主要从事道德教育、教师伦理等研究工作。承担教育部哲学社会科学研究重大项目、国家社科基金重大项目、国家社会科学基金重点项目等国家级项目多项。发表论文200余篇，出版著作十余部。

## 学术兼职
中国教育学会教育学分会德育论学术委员会理事长，全国教育科学规划德育学科评议组成员，全国中小学思想品德课教材审查委员，教育部国家基础教育课程教材专家工作委员会委员。

## 著作

### 专著
- 《德育美学观》（1996年，山西教育出版社）
- 《信仰教育与道德教育》（1999年，教育科学出版社）
- 《学校道德教育原理》（2000年，教育科学出版社）
- 《教师伦理学专题——教育伦理范畴研究》（2000年，北京师范大学出版社）
- 《德育原理》（2006年，北京师范大学出版社）
- 《让德育成为美丽的风景——欣赏型德育模式的理念与操作》（2006年，安徽教育出版社）
- 《走向新师德——师德现状与教师专业道德建设研究》（2009年，北京师范大学出版社）
- 《公民教育引论：国际经验、历史变迁与中国公民教育的选择》（2011年，人民出版社）
- 《走向德育专业化——学校德育100问》（2012年，华东师范大学出版社）
- 《浪漫:自由与责任——檀传宝德育十讲》（2012年，华东师范大学出版社）
- 《教师德育专业化读本》（2012年，教育科学出版社）
- 《为幸福而教——教育长短论》（2015年，华东师范大学出版社）
- 《美学是未来的教育学——德育世界的探询》（2015年，华东师范大学出版社）
- 《我的家在中国》（2016年，广东教育出版社）
- 《德育原理思想地图》（2020年，北京大学出版社）
- 《真实的乌托邦：既善且美的教育建构》（2020年，中国人民大学出版社）
- 《劳动教育论要：现实畸变与起点回归》（2020年，北京师范大学出版社）

### 编著
- 《当代中国德育问题研究丛书》（主编）（2005－2006年，福建教育出版社）
- 《网络环境与青少年德育》（主编）（2005年，福建教育出版社）
- 《大众传媒的价值影响与青少年德育》 （主编）（2005年，福建教育出版社）
- 《欣赏型德育模式建构研究》系列丛书（主编）（2006年，安徽教育出版社）
- 《发展教育学研究》（主编）（2008年，北京师范大学出版社）
- 《当代德育理论译丛——今日道德教育》（主编）（2009年，教育科学出版社）
- 《世界教育思想地图：50位现当代教育思想大师探访》（主编）（2010年，福建教育出版社）
- 《大夏书系·师道文丛》丛书（丛书主编）（2016年，华东师范大学出版社）
- 《劳动创造美好生活》（主编）（2019年，中国劳动社会保障出版社）
- 《你不全知道的劳动世界》（主编）（2020年，中国劳动社会保障出版社）

## 奖励与荣誉
- 1998年，获第二届中国高校人文社会科学研究优秀成果三等奖（独立）[3]
- 2000年，获北京市人文社会科学优秀成果二等奖
- 2003年，获第三届中国高校人文社会科学研究优秀成果一等奖（独立）[4]
- 2008年，获北京市人文社会科学优秀成果二等奖
- 2010年，获北京市第十一届哲学社会科学优秀成果二等奖[5]
- 2011年，获第四届全国教育科学优秀成果三等奖（独立）[6]
- 2013年，获第一届“明远教育奖”（研究类）优秀奖[7]
- 2015年，获第七届高等学校科学研究优秀成果奖（人文社会科学）二等奖[8]
- 2016年，获第五届全国教育科学研究优秀成果三等奖（第二完成人）[9]